# L'arma finale
L'arma finale (Against a Dark Background) è un romanzo di fantascienza dello scrittore scozzese Iain M. Banks pubblicato nel 1993; è il primo dei suoi romanzi di fantascienza non ambientato nell'universo del Ciclo della Cultura.

## Storia editoriale
Il romanzo è stato scritto nel 1992 rielaborando un'opera originale del 1975, Banks ha dichiarato che era l'ultima parte del suo vecchio materiale che ha dovuto riscrivere.
Fu pubblicato nel 1993.
La traduzione italiana di Alessandro Zabini e Gianluigi Zuddas è stata pubblicata dalla Editrice Nord nel 1993, nel volume n. 244 della collana Cosmo e poi di nuovo nel 2004 nel volume n. 197 della collana Narrativa Nord.
Banks ha scritto un epilogo al romanzo che non compare con il testo pubblicato ma è disponibile separatamente on line.

## Trama
Lady Sharrow, un'ex pilota militare e ladra di antichità, vive su Golter, un pianeta in orbita attorno a una stella di un sistema planetario isolato, lontano da qualsiasi galassia. 
Una setta religiosa, gli Huhsz, ottiene l'autorizzazione ad assassinarla perché, secondo la loro fede, il Messia potrà nascere solo dopo l'estinzione della linea di sangue femminile della famiglia di Sharrow.
Lei è costretta a scegliere tra restare nascosta per un anno o recuperare l'ultima Arma Lenta, un'antica e potentissima arma che un suo antenato aveva rubato agli Huhsz.
Sharrow respinge un'offerta di aiuto del cugino Geis, un ricco industriale e uomo d'affari, decidendo invece di recuperare l'Arma Lenta.
Per fare ciò, deve prima trovare un libro da lungo tempo perduto, i Princìpi universali, che secondo alcune voci contiene un indizio sul nascondiglio dell'arma.
Lei va a parlare con la sua sorellastra Breyghun che è detenuta nella Casa del Mare, un monastero gestito dai Mesti Fratelli;
Breyghun le dice che il loro nonno Gorko, un collezionista di manufatti rari, ha codificato informazioni sulla localizzazione dei Princìpi Universali nel DNA dei suoi servi.
Sharrow recluta i membri sopravvissuti della sua unità di combattimento e prende contatto con il figlio del maggiordomo di Gorko.
Durante questi eventi, Sharrow è minacciata da due misteriosi cloni dalla testa calva, che hanno la capacità di infliggerle dolore attraverso un virus militare che ha infettato il suo sistema nervoso; essi chiedono che l'arma sia consegnata a loro e non agli Huhsz.
Sharrow e la sua squadra seguono la traccia lasciata da Gorko e recuperano i Princìpi universali; il libro è da tempo ridotto in polvere, ma sulla custodia è incisa la stessa citazione iscritta sulla tomba di Gorko.
Dopo essere sfuggita ad un tentativo di assassinio durante il quale uno dei memnbri della sua squadra resta ucciso, Sharrow si reca nel magazzino dove è custodita la tomba e trova un dispositivo che le fornisce le coordinate di un luogo situato in profondità all'interno di una regione alla quale è proibito l'accesso.
La squadra, alla quale si unisce l'androide Feril, parte per recuperare l'Arma Lenta.
Dopo aver sbarcato da un sottomarino noleggiato, vengono attaccati prima dall'aria e poi da truppe terrestri; Sharrow resta ferita ma riesce a raggiungere una piccola torre che contiene, oltre all'Arma Lenta, molti preziosi esemplari di tecnologia antica.
I membri della sua squadra vengono però uccisi uno per uno, mentre Feril smette improvvisamente di funzionare. 
Mentre sta per lasciare la torre Sharrow è immobilizzata dal virus, i due cloni riappaiono, prendono l'Arma, la catturano e la portano insieme a Feril in una fortezza.
I due sono condotti alla presenza di Molgarin, un uomo che afferma di essere immortale; improvvisamente la fortezza viene attaccata da truppe non identificate e subito dopo dagli Huhsz.
Nel caos, Sharrow uccide i due cloni e fugge usando un sofisticato veicolo monoruota trovato insieme all'Arma Lenta.
Lei si rende contro che nel primo contingente di attaccanti vi erano membri dei Mesti Fratelli e con Feril si dirige verso la Casa del Mare, portando con sé l'Arma Lenta.
Arrivati i due scoprono che tutte le peripezie che hanno attraversato sono state macchinazioni del cugino Geis, mosso dall'amore non corrisposto per Sharrow e dal desiderio di provocare un cambiamento politico dell'interno sistema solare.
Molgarin era un attore assunto per cercare di suscitare in Sharrow gratitudine verso Geis.
Dopo essere stati presi prigionieri, Sharrow e Feril attivano l'Arma Lenta in maniera incontrollata e la Casa del mare viene distrutta con Feril ancora dentro. 
Nella confusione, Sharrow uccide prima la sua sorellastra Breyghun e poi Geis, per poi andarsene con il veicolo monoruota.
Nei suoi sogni si identifica con l'Arma Lenta e la distruzione che essa causa a tutto ciò che incontra.